# Ditshegwane
Ditshegwane è un villaggio del Botswana situato nel distretto di Kweneng, sottodistretto di Kweneng West. Il villaggio, secondo il censimento del 2011, conta 2.114 abitanti.

## Località
Nel territorio del villaggio sono presenti le seguenti 16 località:
- Kgare di 170 abitanti,
- Letsetana,
- Letsete di 12 abitanti,
- Manotshe,
- Mashongwe/Ramogawane,
- Mookane,
- Motlotla-a-Mmakgole,
- Motsatse di 4 abitanti,
- Ookwa di 19 abitanti,
- Penene / Lempung di 2 abitanti,
- Ramage di 27 abitanti,
- Ramogwane / Dikokwane di 16 abitanti,
- Sebotswane di 133 abitanti,
- Setseno di 4 abitanti,
- Tshaokeng di 7 abitanti,
- Tshethwane di 19 abitanti